# Microrégion de Canindé
 (février 2025).
Si vous disposez d'ouvrages ou d'articles de référence ou si vous connaissez des sites web de qualité traitant du thème abordé ici, merci de compléter l'article en donnant les références utiles à sa vérifiabilité et en les liant à la section « Notes et références ».
La microrégion de Canindé est l'une des huit microrégions qui subdivisent le nord de l'État du Ceará au Brésil.
Elle comporte 4 municipalités qui regroupaient 121 441 habitants en 2006 pour une superficie totale de 5 331 km2.

## Municipalités[1]
- Canindé
- Caridade
- Itatira
- Paramoti